# Ген-репортер
Ген-репортер або просто репортер в молекулярній біології — ген, який за допомогою генної інженерії дослідники пристосовують до іншого гену, який досліджується, культури клітин або цілих організмів, що дозволяє візуалізувати експресію або локалізацію в організмі або клітині продукту цього гену. Певні гени вибираються як репортери завдяки їх особливим характеристикам в організмі, що дозволяє їх легко ідентифікувати або провести селекцію за їх допомогою.